# Anything in Return
Anything in Return – album studyjny amerykańskiego piosenkarza Toro y moi, wydany 16 listopada 2013 roku.

## Lista utworów
Źródło: AllMusic
| Nr  | Tytuł             | Długość |
| --- | ----------------- | ------- |
| 1.  | „Harm in Change”  | 4:01    |
| 2.  | „Say That”        | 4:44    |
| 3.  | „So Many Details” | 4:45    |
| 4.  | „Rose Quartz”     | 4:13    |
| 5.  | „Touch”           | 2:38    |
| 6.  | „Cola”            | 3:33    |
| 7.  | „Studies”         | 4:02    |
| 8.  | „High Living”     | 4:19    |
| 9.  | „Grown Up Calls”  | 3:28    |
| 10. | „Cake”            | 3:53    |
| 11. | „Day One”         | 4:17    |
| 12. | „Never Matter”    | 4:17    |
| 13. | „How’s It Wrong”  | 3:54    |

## Produkcja i wydanie
Anything in Return był nagrywany w Different Fur Studios w San Francisco. Album został wydany 16 stycznia 2013 roku.

## Odbiór

### Krytyka
Album w serwisie Metacritic na podstawie 36 recenzji otrzymał ocenę 70 na 100 punktów.

### Pozycje na listach
| Państwo           | Lista (2013)        | Najwyższa pozycja |
| ----------------- | ------------------- | ----------------- |
| Stany Zjednoczone | Billboard 200       | 60                |
| Belgia (Flandria) | Ultratop 200 Albums | 190               |